# EC 1.5.7
La EC 1.5.7 è una sotto-sottoclasse della classificazione EC relativa agli enzimi. Si tratta di una sottoclasse delle ossidoreduttasi che include enzimi che agiscono su donatori di elettroni con gruppi CH-NH utilizzando una proteina contenente centri ferro-zolfo come accettore.

## Enzimi appartenenti alla sotto-sottoclasse
| numero EC  | nome accettato                                   |
| ---------- | ------------------------------------------------ |
| EC 1.5.7.1 | metilenetetraidrofolato reduttasi (ferredossina) |